# Guillaume Coustou (fill)

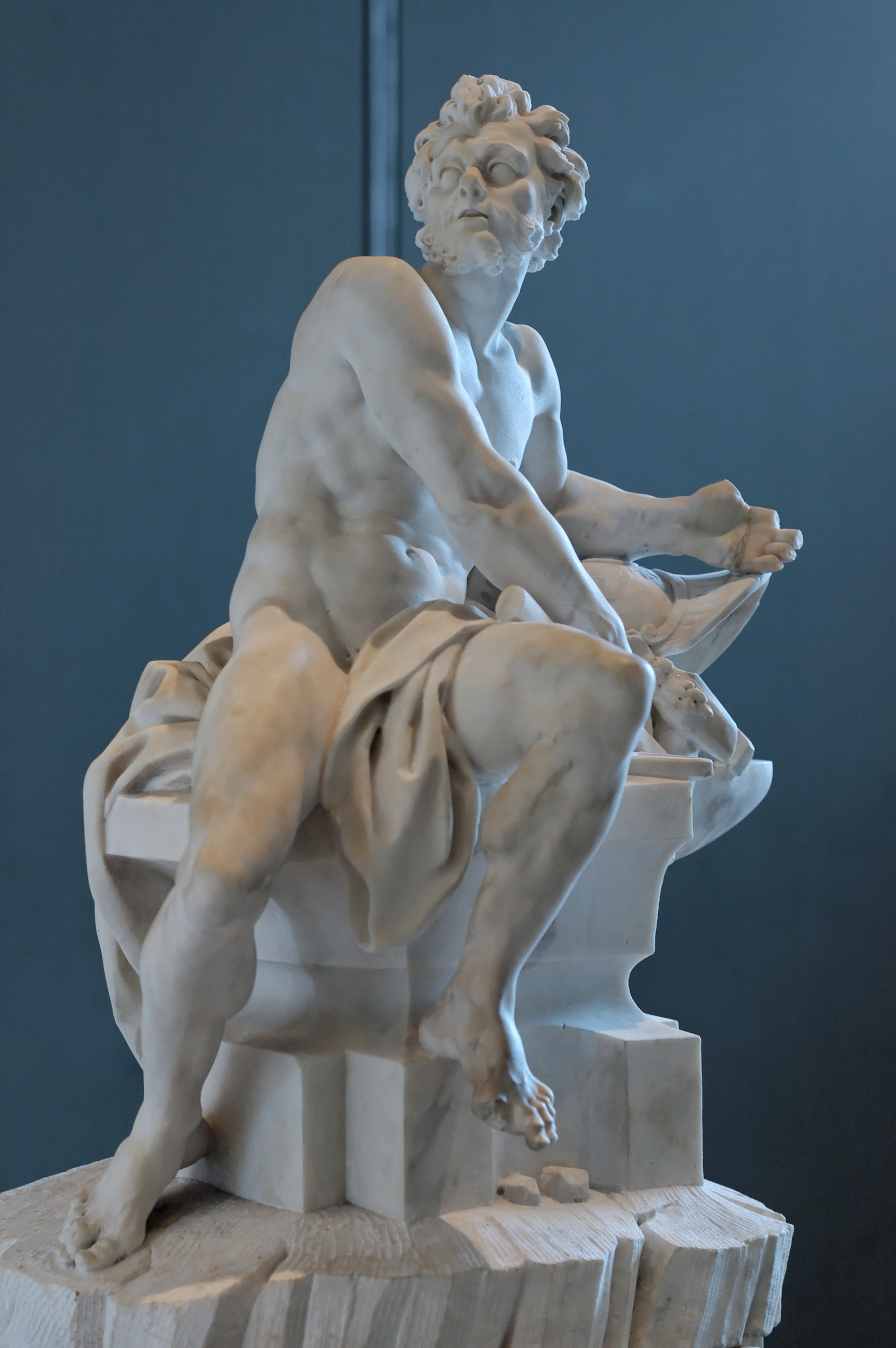
Vulcà, peça de recepció de Coustou per la Académie Royale, 1742 (Museu del Louvre).

Guillaume Coustou   (París, 19 de març de 1716 - París, 13 de juliol de 1777) fou un escultor francès. Era fill de Guillaume Coustou i nebot de Nicolas Coustou, tots dos escultors de renom també, i germà de Charles-Pierre Coustou, advocat i arquitecte del rei.

## Biografia
Guillaume Coustou es va formar al taller familiar i va estudiar a l'Acadèmia de França a Roma, de 1736 a 1739, com a guanyador del Premi de Roma de l'any 1735. Va tornar a París, on va completar els famosos "Cavalls de Marly" (Chevaux de Marly) encarregats pel seu pare el 1739, quan el més vell dels Coustou estava ja massa afeblit per tirar endavant l'encàrrec. Van estar acabats i instal·lats el 1745. Va ser acceptat a l'Acadèmia Reial de Pintura i Escultura el 1742 i va desenvolupar una brillant carrera oficial, treballant influenciat per diferents estils des del Barroc tardà de la seva obra d'admissió, a Vulcà assegut (veure imatge) al sentimental Neoclassicisme primerenc del Ganímedes, del que les seves afinitats amb el Antínoo de l'antiga Roma van ser apuntades per Michael Worley.
Va produir retrats en bust així com subjectes religiosos i mitològics.
El seu encàrrec oficial més prominent i ambicios va ser el Monument al Delfí per a la Catedral de Sens. La complicada iconografia del seu sobrecarregat disseny va ser dirigida per l'artista i erudit Charles-Nicolas Cochin.
Entre els seus pupils es van incloure dos escultors menors neoclàssics: Claude Dejoux i Pierre Julien (1731-1804), els qui van ser companys al taller de Coustou en els anys 1760 i van continuar col·laborant sobre diferents projectes d'escultures També va ser alumne de Coustou el jove, l'escultor danès Johannes Widewelt, que va ser col·locat al seu taller per les oficines del secretari de la legació danesa, i va prendre una mica de la claredat de Coustou i el seu llenguatge de gest retòric.

## Obres
.

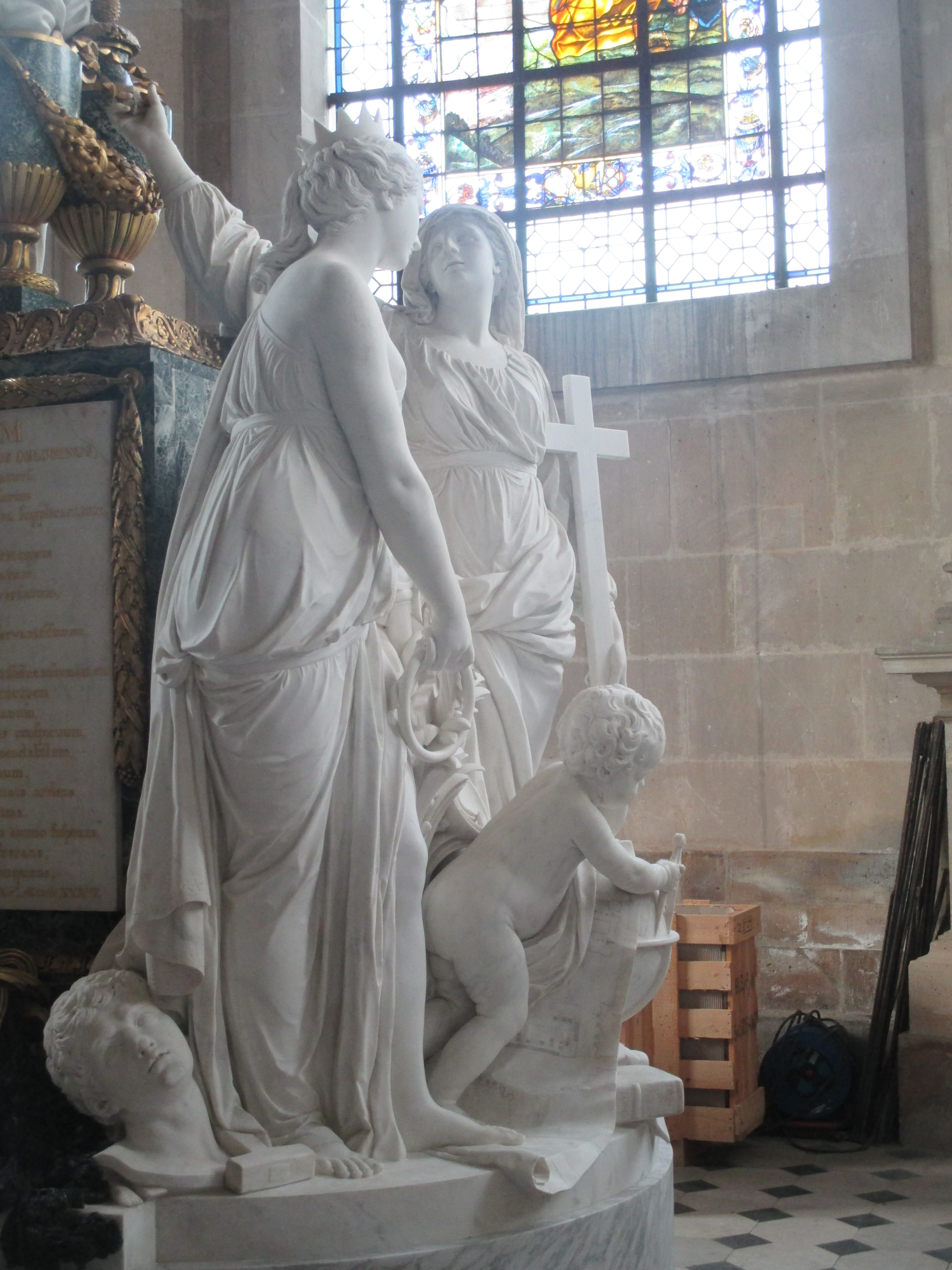
Detall del cenotafi del Gran Dauphin, capella de Sainte-Colombe de la catedral de Sens

- Apoteosi de Sant Francesc Xavier (marbre, c. 1743) Burdeus, església de St. Paul).
- Apol·lo (marbre, 1753) encarregat per Madame de Pompadour per al parc del château de Bellevue a Versalles.
- Mart i Venus (marbre, 1769) per a Federico II de Prússia al Palau de Sanssouci, Potsdam.
- Escultures del frontó, (calcària, de 1753 i següents) executat amb Michel-Ange Slodtz per als hotels bessons de Ange-Jacques Gabriel (a partir de 1753) sobre la Plaça de la Concòrdia
- Ganímedes (marbre, ca 1760 Victoria and Albert Museum.
- Monument funerari al Dauphin ", (marbre exempt i bronze, 1766-77), Catedral de Sens.
- Bust de Samuel Bernard, marbre cap a 1720, Metropolitan Museum of Art.

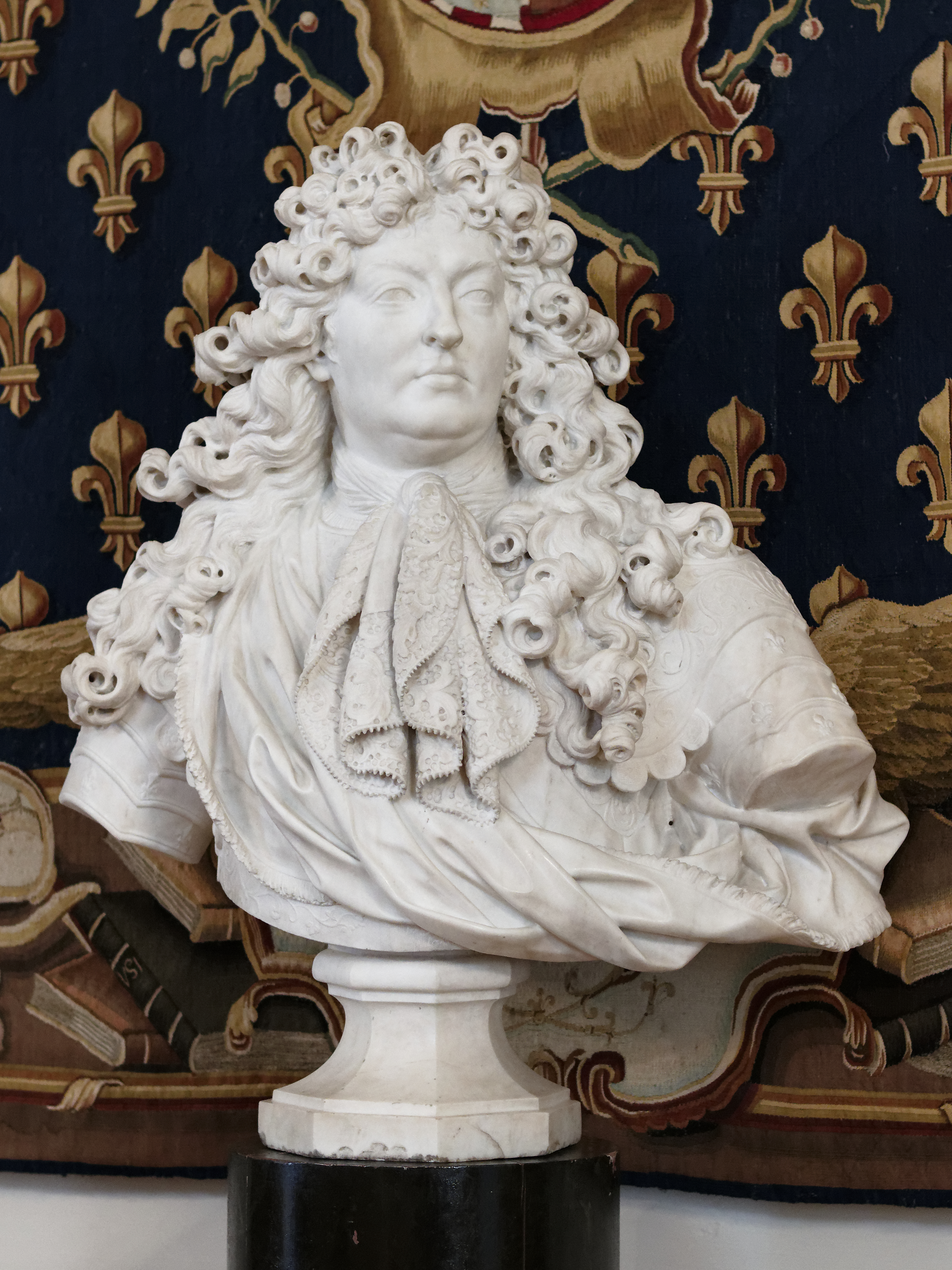
Retrat de Lluís XIV, marbre, 1686, Museu de Dijon.
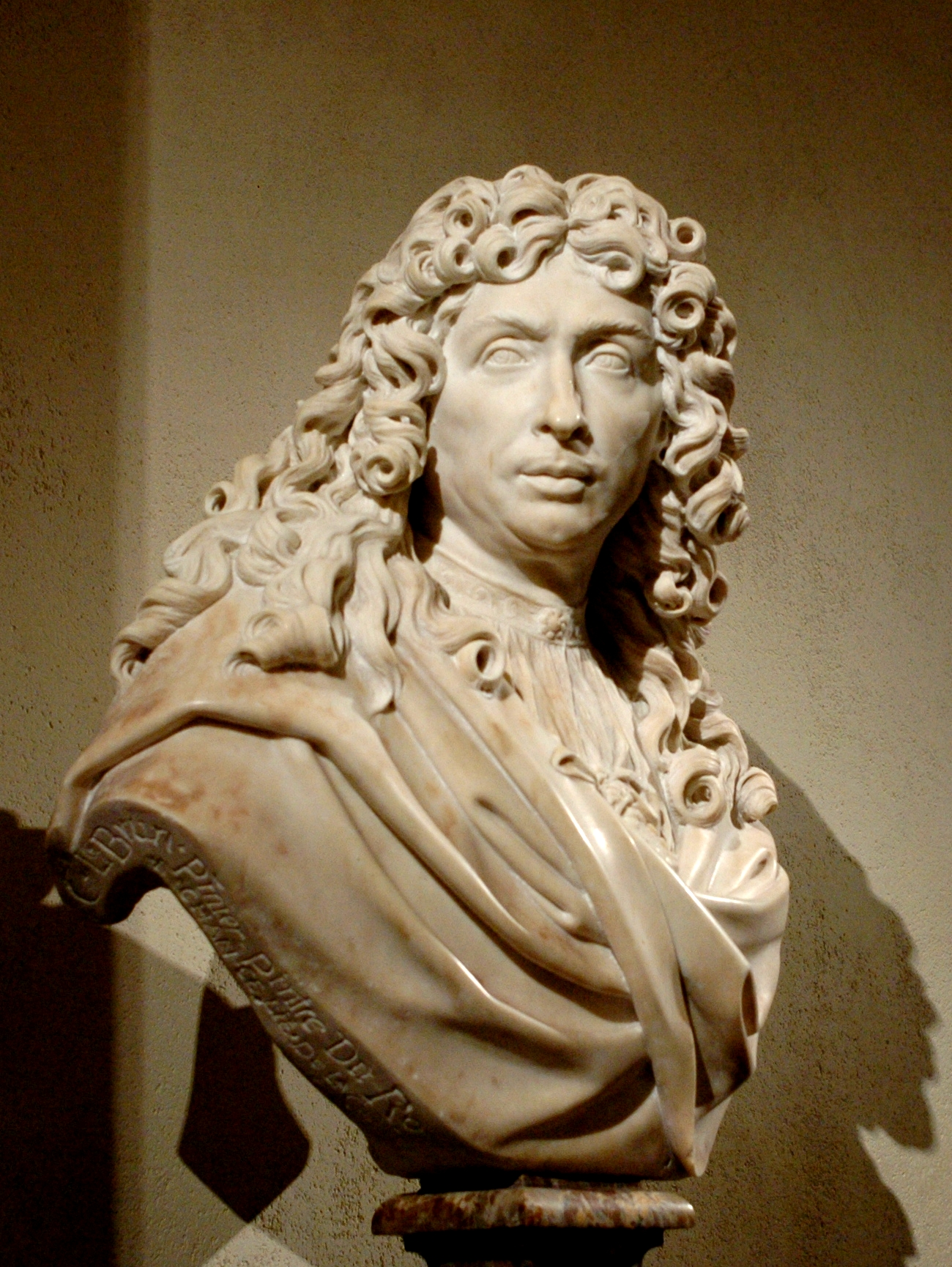
Retrat de Le Brun, marbre, 1679, Museu del Louvre.
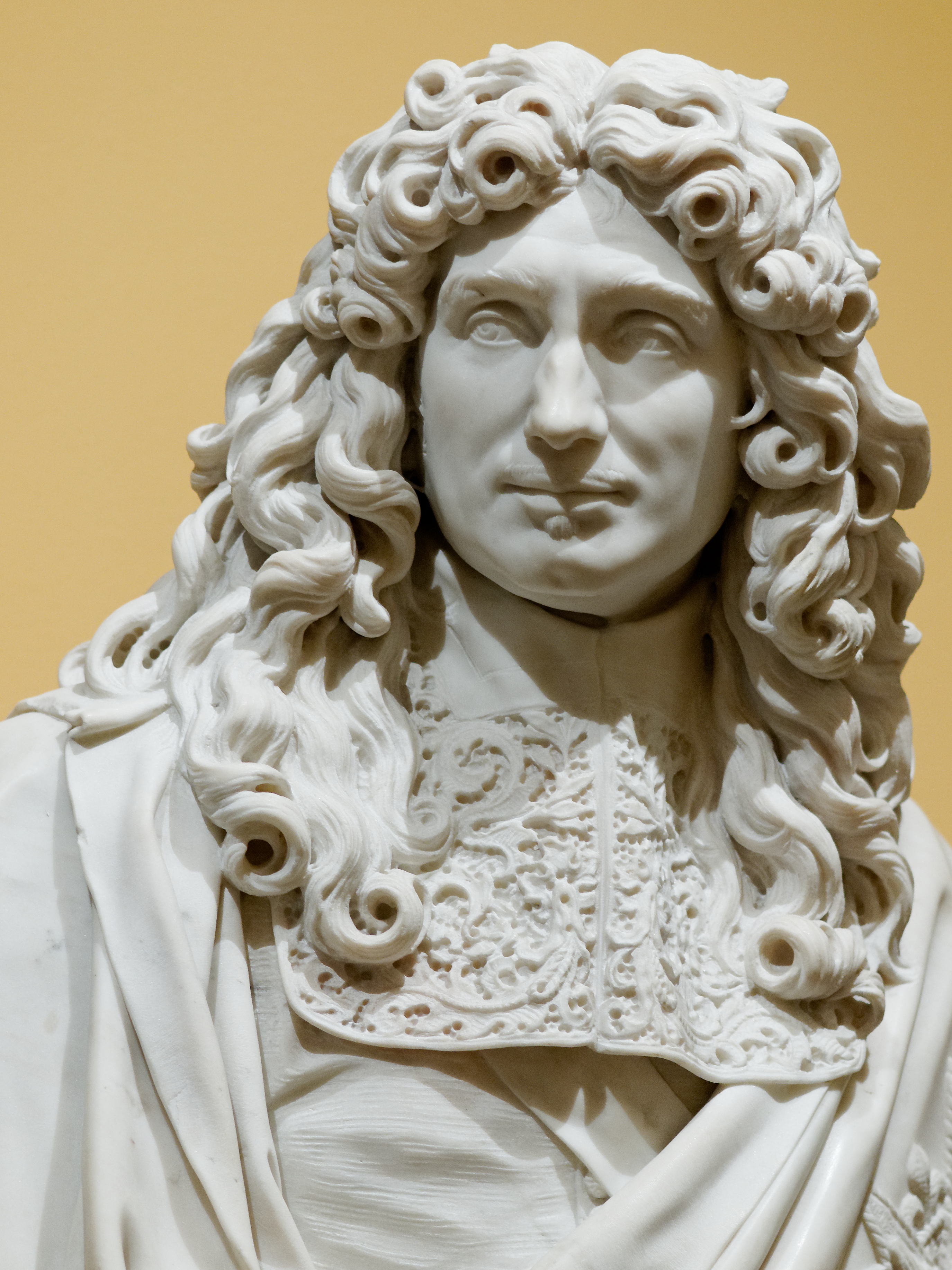
Retrat de Colbert, marbre, Museu del Louvre.
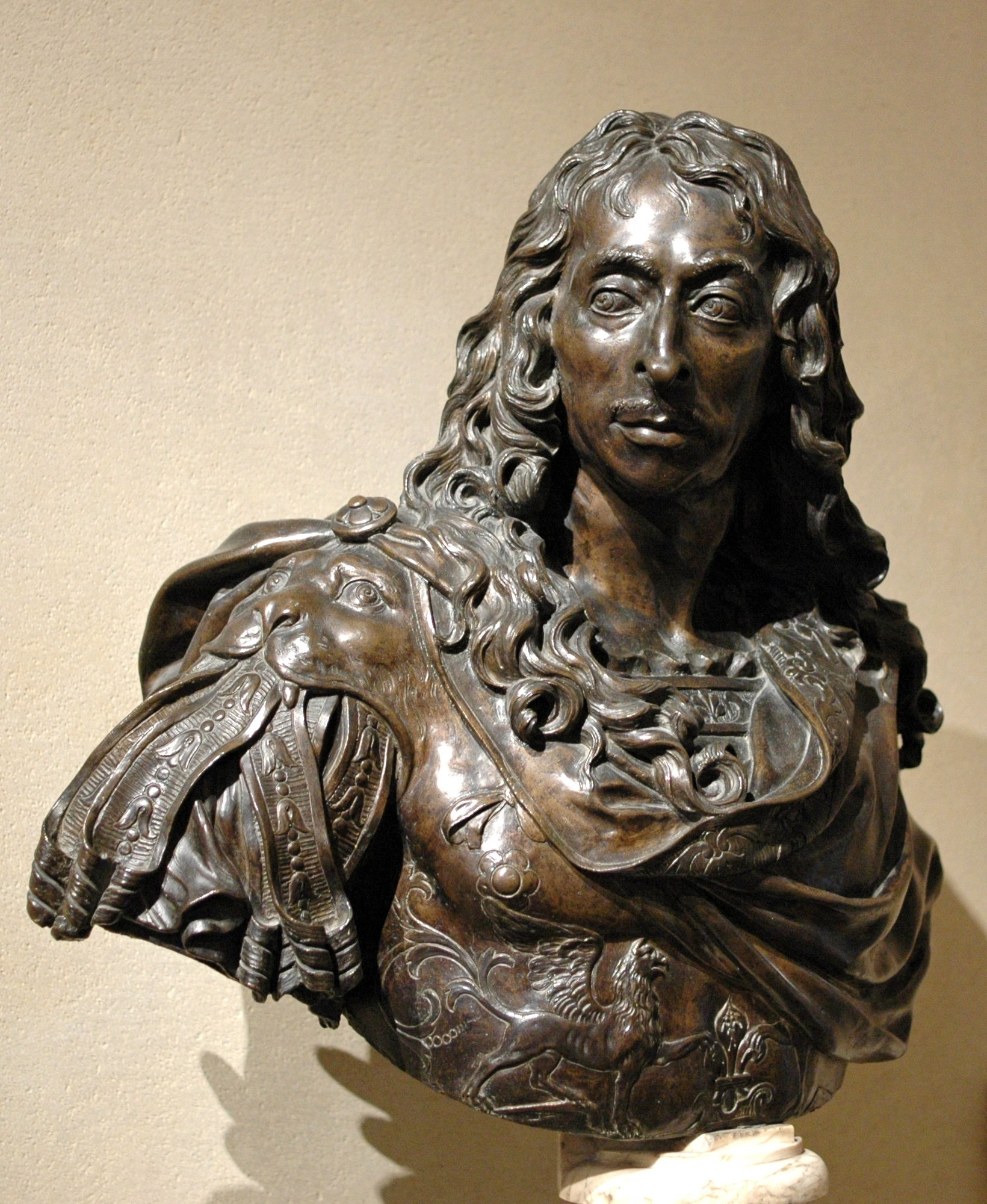
Retrat de Grand Conde, bronze, Louvre.